# Home Insurance Plaza
Home Insurance Plaza este o clădire ce se află în New York City.

## Legături externe
- Emporis
- Skyscraperpage